# اودوکیا لوپوخینا
اودوکسیا لوپوخینا (به انگلیسی: 
Eudoxia Lopukhina، به روسی:Евдокия Федоровна Лопухина) (۹ ژوئیه [سبک قدیمی: ۳۰ ژوئیه] ۱۶۶۹ – ۷ سپتامبر [سبک قدیمی: ۲۷ اوت] ۱۷۳۱) نخستین همسر پتر کبیر بود که در سال ۱۶۸۹ با وی ازدواج کرد. مادر پتر ناتالیا ناریشکینا او را برای وارد کردن خون جدید به خانواده سلطنتی برای پسرش پیتر برگزید. با این حال، پتر به او علاقه‌مند نبود و ۹ سال بعد او را طلاق داد و در صومعه حبس کرد. بعدها پیتر در سال ۱۷۱۲ با مارتا هلنا (بعدها مشهور به کاترین یکم) ازدواج کرد و او به آخرین همسر تزار در تاریخ روسیه تبدیل شد که پس از مرگ پتر در سال ۱۷۲۵، دومین امپراتور تمام روسیه شد.